# Юхновка
Юхновка, Рогозниця — річка у Волковиському й Мостівському районі, Гродненська область, Білорусь. 
Ліва притока річки Зельв'янка (басейн Німану).

## Опис
Довжина річки 15 км, похил річки 2,7 м/км , площа басейну водозбору 87,5 км² . Формується безіменними струмками та загатами.

## Розташування
Бере початок за 1 км на східній стороні від села Грицьки. Тече переважно на північний схід між селами Велика Рогозниця та Мала Рогозниця і за 0,5 км на північно-східній околиці села Борки впадає у річку Зельв'янку, ліву притоку Німану.